# アマンダ・マリーヌ・シルベス
アマンダ・マリーヌ・シルベス（Amandha Marine Sylves、2000年12月29日 - ）は、フランスの女子バレーボール選手。ポジションはミドルブロッカー。フランス代表。

## 来歴
- クラブチーム

カリブ海にあるフランス海外領土グアドループBaie-Mahault出身。2018年、トゥールーズに拠点を置くFrance Avenir 2024へ入団。その後はVolley-Ball Nantesと契約し2年間プレーし、2019/20シーズンのフランスリーグではベストミドルブロッカー賞に選ばれた。2021/22シーズンはイタリアセリエA1のイル・ビゾンテ・フィレンツェへ移籍し、2年間プレーした。2023/24シーズンはセリエA1のCuneo Granda Volleyへ移籍した。2024年5月、Wash4Green Pineroloへの移籍に合意した。
- 代表チーム

アンダーカテゴリーの代表を経て、2017年にシニア代表に初選出された。2019年、欧州選手権に出場した。2021年の欧州選手権では7位に入った。2022年、ヨーロッパリーグで金メダルを獲得した。2023年に自国開催されたチャレンジャーカップで優勝を果たした。同年9月の欧州選手権では過去最高の6位となった。2024年、ネーションズリーグ、パリ五輪に出場した。

## 球歴
- オリンピック - 2024年
- ネーションズリーグ - 2024年
- 欧州選手権 - 2019年、2021年、2023年

## 受賞歴
- 2020年　2019/20フランスリーグA ベストミドルブロッカー賞

## 所属クラブ
- France Avenir 2024（2018-2019年）
- Volley-Ball Nantes（2019-2021年）
- イル・ビゾンテ・フィレンツェ（2021-2023年）
- クーネオ・グランダ・バレー（2023-2024年）
- Wash4Green Pinerolo（2024-）